# Bokhyeon-dong
Bokhyeon-dong (koreanska: 복현동) är en stadsdel i staden Daegu i den centrala delen av Sydkorea, 240 km sydost om huvudstaden Seoul. Den ligger i stadsdistriktet Buk-gu.

## Indelning
Administrativt är Bokhyeon-dong indelat i:
| Namn    | Namn                | Yta km² | Invånare 31 dec 2020 |
| ------- | ------------------- | ------- | -------------------- |
| 복현1동 | Bokhyeon 1(il)-dong | 0,39    | 8 059                |
| 복현2동 | Bokhyeon 2(i)-dong  | 1,86    | 29 147               |